# بني جابر (أسلم)

تعديل مصدري - تعديل

بني جابر هي إحدى قرى عزلة أسلم الوسط بمديرية أسلم التابعة لمحافظة حجة، بلغ تعداد سكانها 189 نسمة حسب تعداد اليمن لعام 2004.